# FK Proleter Novi Sad
FK Proleter Novi Sad (FK Proleter; Proleter; Proleter Novi Sad; srpski Фудбалски клуб Пролетер Нови Сад) je nogometni klub iz iz Novog Sada, Južnobački okrug, Vojvodina, Srbija. 
 
U sezoni 2018./19. klub se natječe u "Superligi Srbije", najvišoj nogometnoj ligi u Srbiji.

## O klubu
Klub je osnovan 1951. godine u sklopu istoimenog športskog društva, od kojeg se naknadno osamostaljuje. Klub je pretežno bio niželigaš. U sezoni 2008./09. osvaja Srpsku ligu - Vojvodina, te ulazi u Prvu ligu Srbije, drugi stupanj prvenstva Srbije, koju osvaja u sezoni 2017./18. te postaje član Superlige. 

## Uspjesi

### Srbija
Prva liga Srbije
- prvak: 2017./18.

Srpska liga Vojvodina
- prvak: 2008./09.

## Vanjske poveznice
- fkproleter.rs - službene stranice
- srbijasport.net, profil kluba
- soccerway.com, profil kluba
- transfermarkt.com, profil kluba
- futbol24.com, profil kluba